# Lialores
Lialores est une ancienne commune du Gers. En 1839, elle est rattachée à la commune de Condom. Aujourd'hui, un lieu-dit subsiste.

## Géographie

### Localisation
Lialores se situe en Gascogne, dans le Condomois, au sein de la commune de Condom. Elle se trouve également à quelques kilomètres de Francescas.

## Histoire
La commune faisait partie du canton de Condom. En 1839, Lialores est fusionnée au sein de la commune de Condom. En 2014, Condom est transférée au canton de Baïse-Armagnac, dont elle devient le bureau centralisateur.

## Population et société

### Démographie
| 1793 | 1800 | 1806 | 1821 | 1831 | 1836 |
| ---- | ---- | ---- | ---- | ---- | ---- |
| 200  | 211  | 247  | 173  | 179  | lac. |

### Manifestations culturelles et festivités
- Fête annuelle, en août[3]
- Championnat mondial de palet gascon[4]

## Culture locale et patrimoine

### Lieux et monuments

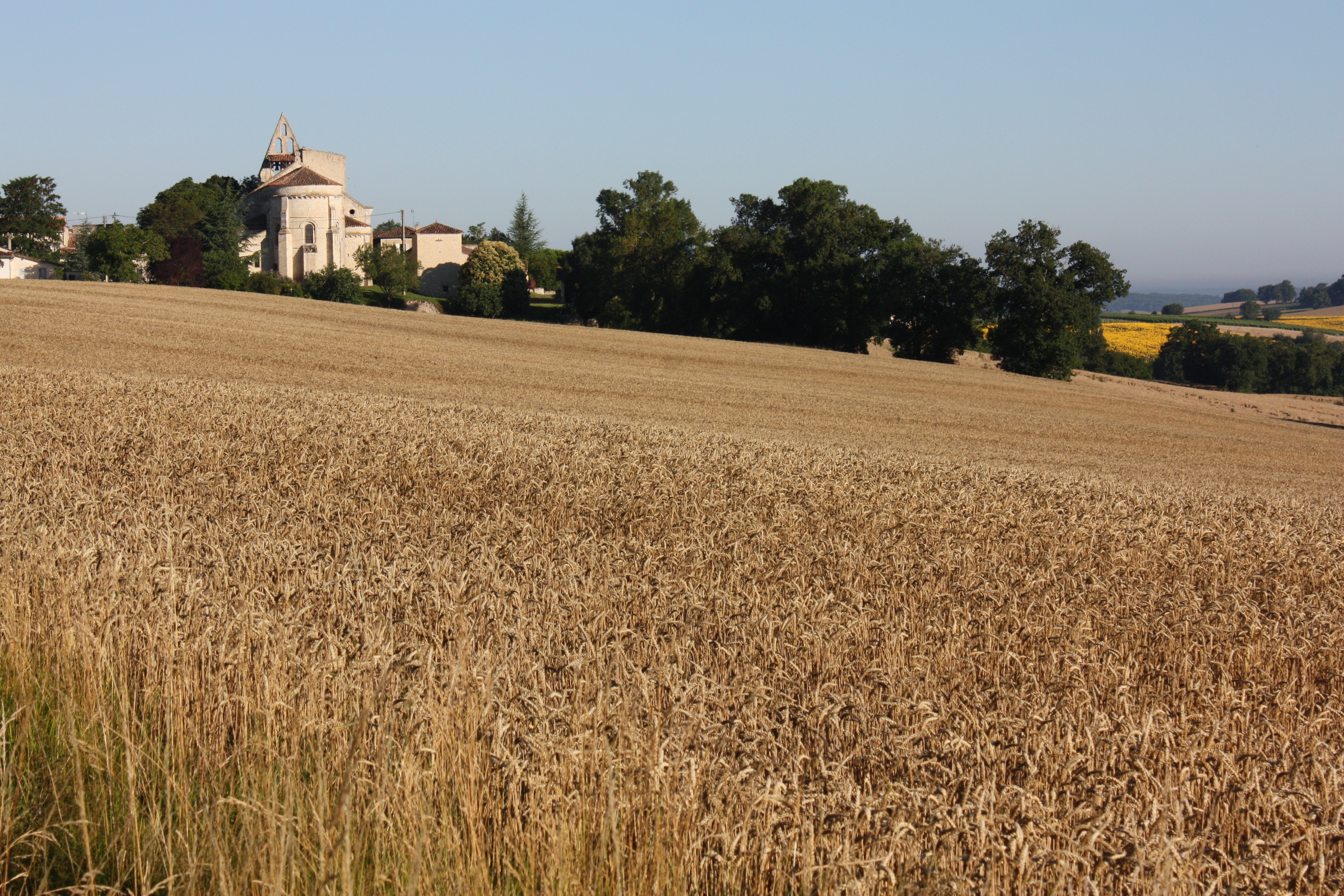
Vue éloignée de l'église.

- Église Saint-Antoine de Lialores